# CrossGen
Cross Generation Entertainment, ou CrossGen, foi uma editora de quadrinhos americanos que funcionou de 1998 a 2004.
Em Novembro de 2004, a Cal Publishing Inc, subsidiária da Disney comprou os personagens da editora por 1 milhão de dólares, porém eles ainda não tinham sido usados em nenhum projeto, com a compra da Marvel Comics pela Disney, os personagens ganharam a chance de serem  reeditados.
Em Julho de 2010, Joe Quesada editor da Marvel, anunciou na San Diego Comic-Con que os quadrinhos da Crossgen seriam publicados pela Marvel Comics.